# Lucas Sideras
Lucas Sideras (en grec Λουκάς Σιδεράς, Loukás Siderás), né le 5 décembre 1944 à Athènes, est un musicien et compositeur surtout actif durant les années 1960 et 1970.

## Biographie
Il est le batteur du groupe grec Aphrodite's Child, avec Vangelis aux claviers, piano, clavecin et orgue, Demis Roussos à la basse et au chant. Demis et lui se connaissaient déjà puisqu'ils ont joué ensemble en 1965 et 1966 avec le groupe The Stormies et publié trois 45 tours. Avec Aphrodite's Child, ils sortent trois albums, End Of The World en 1968, It's Five O'Clock en 1969 et, finalement, 666 publié un an après leur séparation en 1972. Sur ce album-concept, ils ont aussi eu l'apport de Silver Koulouris à la guitare, Irene Papas au chant sur un titre plutôt controversé ∞, Michel Ripoche, du groupe Zoo, au saxophone et au trombone, Harris Halkitis à la basse, à la batterie et au saxophone, et John Forst à la narration. En 1970, il joue sur un 45 tours du groupe Eros, Rain Train/I can see it. Après la séparation du groupe Aphrodite's Child en 1971, Lucas publie deux albums solos, le premier One Day en 1972 et l'autre Pax Spray en 1975. Par la suite, il monte un autre groupe, Ypsilon en 1977 avec Lakis Vlavianos aux claviers, Dimitris Katakouzinos à la basse et aux chœurs et Lucas à la batterie, ils ne publient qu'un seul album Metro Music Man. Puis, en 1979, il accompagne son épouse, la chanteuse Sigma Fay, sur son premier album Love's Fool et sur le deuxième, Dead Line en 1981.
L'écriture de son jeu de caisse claire est assez personnelle. Lucas Sideras joue sur la caisse claire les deux croches divisant le temps en deux parties égales. C'est en quelque sorte sa « signature » et sa marque distinctive au sein de la musique pop des années 1970.

## Discographie

### The Stormies
45 tours simples avec Demis Roussos au chant.
- 1965 : Dilly Dilly / Teenagers Love (Music-Box-MB 567)
- 1966 : Let's Shake, Baby / The Girl Of Yé Yé (La face A est une adaptation de Laisse Tomber les Filles écrit par Serge Gainsbourg pour France Gall) (Pan-Vox-PAN 6052)
- 1966 : Try Try Try / Drums In The Storm (Pan-Vox-PAN 6054)

### Aphrodite's Child
Albums
- 1968 : End of the world (Mercury 138.350 MCY) (La chanson Rain and Tears a été bâtie sur la musique du Canon de Pachelbel et arrangée par Vangelis)
- 1969 : It's Five O'Clock (Mercury 138.351 MCY) (Lucas a participé à la composition de deux chansons, Let Me Love Let Me Live et Funky Mary).
- 1972 : 666 (Vertigo 6673 001) (Album double) (Lucas chante sur deux chansons, The Beast et Break)

### Eros
45 tours simples
- 1970 : Rain Train / I Can See It (Philips 6118 024)

### Stamatis
Albums
- 1972 : Beautiful Lies (Avec Argiris 'Silver' Koulouris à la guitare) (Philips 6325008)

### Solo
Albums
- 1972 : One Day (Polydor 2393039) (Arrangements signés par Argiris 'Silver' Koulouris)
- 1975 : Pax Spray (RCA YEPL1 257) (Produit par le frère de Vangelis, Niko Papathanassiou. Sur la chanson Break, la musique a été composée par Vangelis)
- 2008 : Stay With Me

### Ypsilon
Albums
- 1977 : Metro Music Man (Philips 9101 145)

### Sigma Fay
Albums
- 1979 : Love's Fool (Mercury 6333 010)
- 1981 : Dead Line (Mercury 6483 277)

45 tours simples
- 1980 :Living In Your Hometown / Every Time You Get That Feeling (Αυτοκίνηση AFT 698 F)
- 1983 : Alien Child / You're The Drug In My Life (CGD 10481)

### Diesel
Albums
- 1992 : Get Up (Music Box International 40471) (Réédité en 2019 par Ikaros Records sous le titre Refuelled avec 5 titres bonus)

### Producteur et compositeur

#### Melt
45 tours simples
- 1973 : Chin Chin / Maroco (Polydor 2056 261)